# 6698 Malhotra
A 6698 Malhotra (ideiglenes jelöléssel 1987 SL1) a Naprendszer kisbolygóövében található aszteroida. Edward L. G. Bowell fedezte fel 1987. szeptember 21-én.